# Seewing
De Seewing is een alternatief garnalenvistuig. De Seewing bestaat uit een vleugel met twee schoenen waarin een wiel is verwerkt. Het idee achter de Seewing is energiebesparing en minder bodemcontact. dit wordt bereikt door de gestroomlijnde vorm van de vleugel, het lagere gewicht van het vistuig en het roteren van de wielen.